# Dragon, l'histoire de Bruce Lee
Pour les articles homonymes, voir Dragon (homonymie).
Pour plus de détails, voir Fiche technique et Distribution.
Dragon, l'histoire de Bruce Lee (Dragon: The Bruce Lee Story) est un film américain réalisé par Rob Cohen, sorti en 1993.
Il s'agit d'un film biographique sur Bruce Lee, adaptation très libre du livre biographique coécrit par son épouse Linda Lee Cadwell, Bruce Lee: The Man Only I Knew. Le film est dédié à la mémoire de Brandon Lee, le fils de Bruce Lee, décédé l'année de la sortie du film.

## Synopsis
Hong Kong, 1949. Lee Jun Fan, âgé de neuf ans et surnommé « Petit Dragon », est initié au kung-fu. Dans les années 1960, son comportement  rebelle et querelleur lui vaut d'être recherché par la police, à vingt ans. Son père l'envoie aux États-Unis, son pays de naissance. Il occupe alors un modeste emploi de plongeur dans un restaurant. Il reprend son patronyme de Bruce Lee et s'inscrit à l'université. Il y enseigne le kung-fu à de jeunes étudiants. Il rencontre alors une jeune Américaine, Linda Cadwell, qu'il décide d'épouser malgré l'opposition de sa mère. Il décide ensuite d'ouvrir sa propre école d'arts martiaux à Oakland. Cela n'est pas au goût des anciens, qui n'acceptent pas qu'il livre ses secrets. Au milieu des années 1960, Bruce Lee va entrer dans le monde du cinéma.

## Fiche technique
Sauf indication contraire, les informations mentionnées dans cette section peuvent être confirmées par la base de données cinématographiques IMDb,  présente dans la section « Liens externes ».
- Titre français : Dragon, l'histoire de Bruce Lee
- Titre original : Dragon: The Bruce Lee Story
- Réalisation : Rob Cohen
- Scénario : Edward Khmara (en), John Raffo et Rob Cohen, d'après la biographie Bruce Lee: The Man Only I Knew de Linda Caldwin Lee et Robert Clouse
- Musique : Randy Edelman
- Photographie : David Eggby
- Montage : Peter Amundson
- Décors : Bob Ziembicki
- Directeur artistique : Ted Berner
- Costumes : Carol Ramsey
- Producteur : Raffaella De Laurentiis

Coproducteur : Rick Nathanson
Producteurs associés : Kelly Breidenbach, Hester Hargett et Charles Wang
Producteurs délégués : John Badham et Dan York
- Société de production : De Laurentiis Productions
- Sociétés de distribution : Universal Pictures (États-Unis), United International Pictures (France)
- Pays d'origine :  États-Unis
- Langues originales : anglais et cantonais
- Budget : 14 000 000 $[2]
- Formats : couleur (DeLuxe) - 2.35:1 - 35 mm - son Dolby Digital
- Genre : drame biographique
- Durée : 115 minutes
- Date de sortie : 
  -  États-Unis : 7 mai 1993
  -  France : 23 juin 1993

## Distribution
- Jason Scott Lee (VF : Thierry Wermuth) : Bruce Lee
- Lauren Holly (VF : Virginie Ledieu) : Linda Lee
- Robert Wagner (VF : Dominique Paturel) : Bill Krieger (William Dozier)
- Michael Learned (VF : Lily Baron) : Vivian Emery
- Nancy Kwan (VF : Christine Delaroche) : Gussie Yang (Ruby Chow)
- Kay-tong Lim (VF : Jean-Pierre Leroux) : Philip Tan (Raymond Chow)
- Ric Young (VF : Serge Lhorca) : le père de Bruce (Lee Hoi Chuen)
- Luoyong Wang (VF : Hervé Jolly) : Ip Man
- Sterling Macer (VF : Emmanuel Jacomy) : Jerome Sprout (Jesse Glover)
- Sven-Ole Thorsen : le démon
- John Cheung : Johnny Sun (Wong Jack-man)
- Ong Soo Han : Luke Sun
- Aki Aleong (VF : Yves Barsacq) : l’ancêtre principal
- Duncan Chow : Bruce Lee enfant
- Iain M. Parker : Brandon Lee
- Michelle Tennant : Shannon Lee
- Lala Sloatman : Sherry Schnell
- Alicia Tao : April Chun
- Kong Kwok Keung : M. Ho
- Ed Parker Jr. : Ed Parker
- Van Williams (VF : Daniel Sarky) : le réalisateur du Frelon Vert
- Rob Cohen : le réalisateur de Opération Dragon (Robert Clouse)
- Shannon Lee : la chanteuse
- Paul Mantee : le docteur

## Production
Certaines personnalités refusent que leur nom soit cité dans le film. Ainsi, le personnage de Jerome Sprout est basé sur Jesse Glover, le premier étudiant de Bruce Lee
Le rôle principal est tout d'abord proposé à Brandon Lee, le fils de Bruce Lee, qui le refuse. Jason Scott Lee est finalement choisi.
Le tournage a lieu de mai à août 1992. Il se déroule à Hong Kong, Macao et en Californie (Los Angeles, San Francisco et Valencia).

## Accueil

### Critique
Sur l'agrégateur américain Rotten Tomatoes, il récolte 71% d'opinions favorables pour 21 critiques et une note moyenne de 6,76⁄10.

### Box-office
Le film connait un joli succès au box-office avec plus de 60 millions de dollars de recettes mondiales, pour un budget de 14 millions de dollars,.
| Pays ou région    | Box-office      | Date d'arrêt du box-office | Nombre de semaines |
| ----------------- | --------------- | -------------------------- | ------------------ |
| États-Unis Canada | 35 113 743 $    | 17 juin 1993               | 6                  |
| France            | 560 824 entrées | -                          | -                  |
| Total mondial     | 63 513 743 $    | -                          | -                  |

## Erreur et incohérence
Bruce Lee est arrivé aux USA en 1959 et non en 1961 comme écrit dans le film.
Une erreur chronologique figure dans le film. Bruce Lee (Jason Scott Lee) regarde furtivement, vers la 106e minute du film, les rush du film Opération Dragon dans lequel on voit Oharra (Robert Wall) sur l'aire de combat dans l'île de Han. Or, d'après le contexte chronologique du film, cela n'est pas possible puisque le producteur d’Opération Dragon annonce la préparation et le tournage dudit film à venir à la 110e minute, soit 4 minutes plus tard. Ces rushes d’Opération Dragon n'auraient pas dû être montrés à ce moment, s'ils devaient l'être. On pourrait penser qu'il s'agit de La Fureur du dragon de 1972 où Robert Wall interprète le rôle de Fred, mais ce sont bien les rushes d’Opération Dragon : l'île et l'écusson sur le kimono, très reconnaissables, permettent d'identifier le film.